# Molo di Moda
Il Molo di Moda è il molo storico del quartiere di Moda, nel distretto di Kadıköy, all'interno dei confini della municipalità metropolitana di Istanbul. Il molo di Moda, così come quello di Haydarpaşa, è stato progettato dall'architetto Vedat Tek, il quale insieme a Mimar Kemaleddin è stata una delle due figure guida del Primo movimento architettonico nazionale turco (in turco Birinci Ulusal Mimarlık Akımı).

## Storia
.

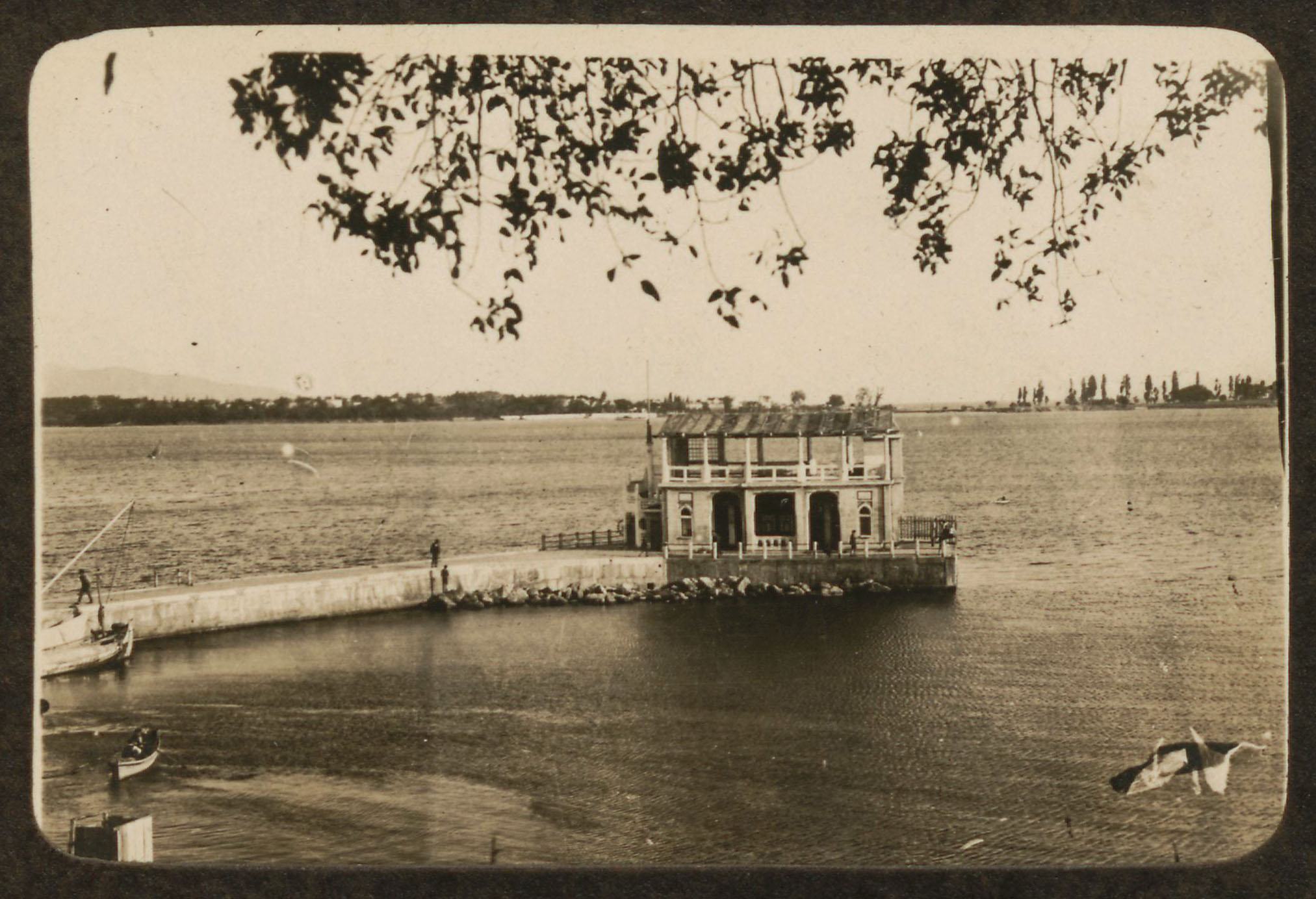
Una fotografia del molo degli anni '20

Un tempo sulla riva al posto del molo c'era una banchina dove adesso una strada consente l'accesso al molo. Prima del 1900, la riva completamente vuota era il deposito di legname del Circolo Marino di Moda (in turco Moda Deniz Kulübü). Su questa banchina attraccavano le barche che trasportavano il legno. Una fotografia del 1904 mostra che la banchina in questione era stata ampliata e trasformata in un molo e all'estremità era stata aggiunta una biglietteria cilindrica sormontata da una cupola. Più tardi, alla fine del molo di Moda, secondo alcune fonti nel 1916-1917, secondo un'altra fonte nel 1919, fu costruito un edificio a due piani secondo il progetto di Vedat Tek.
Il servizio del molo di Moda, dopo aver servito a lungo i traghetti, venne soppresso nel 1986 a causa del basso numero di passeggeri. Oltre che come sala passeggeri, l'edificio venne utilizzato anche con diverse funzioni, come British Yacht Club, casinò sul mare e ristorante. Nel 2015 l'edificio del molo venne completamente chiuso. Il molo di Moda, riaperto ai servizi di traghetto, ha inizialmente servito la tratta Kabataş-Kadıköy-Moda-Bostancı, ma a partire dal 1º gennaio 2024 i servizi sono stati pianificati su una nuova rotta e gestiti come linea Bostancı-Moda-Karaköy-Kabataş.

## Architettura

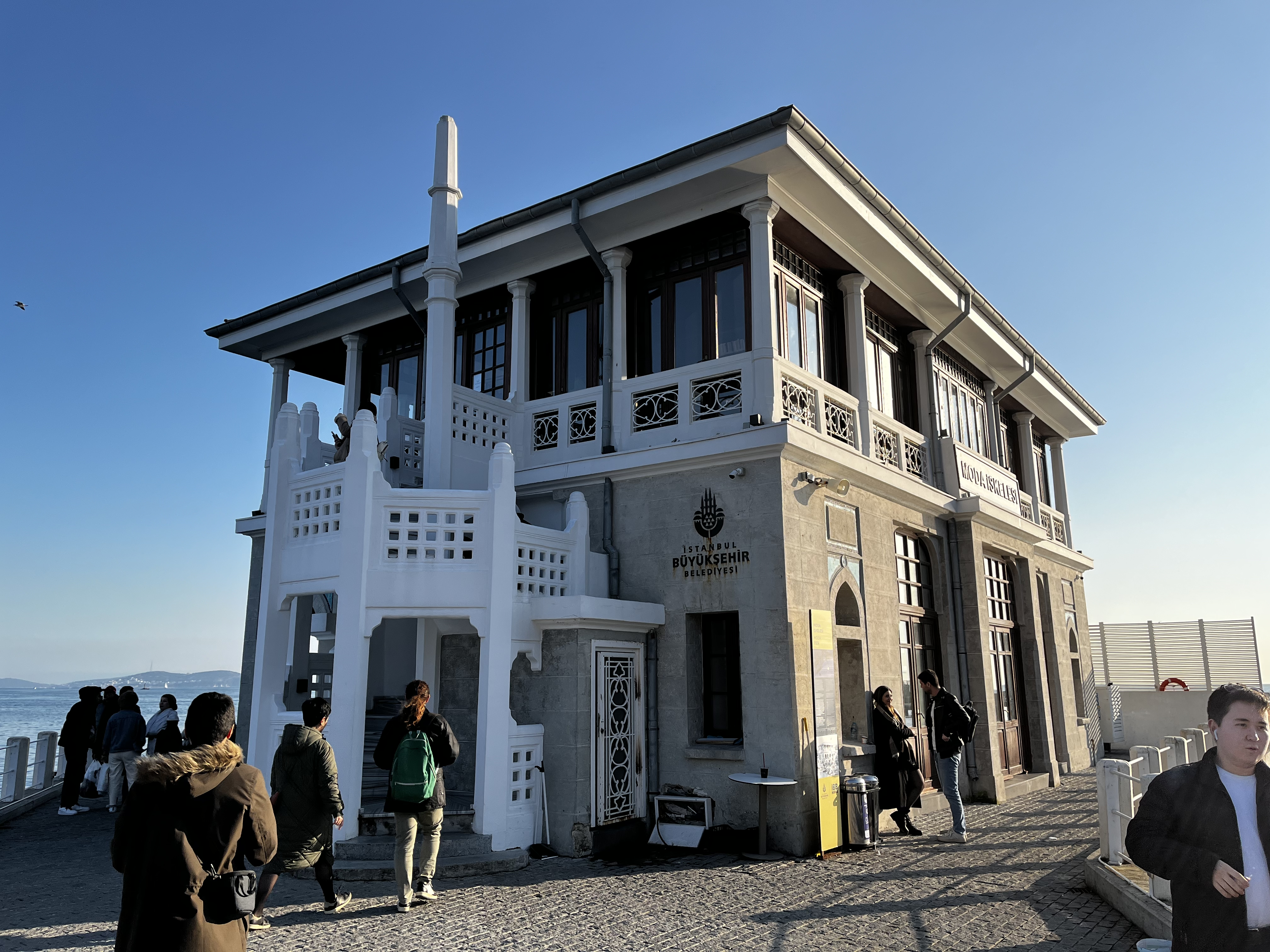
Dettagli architettonici del molo

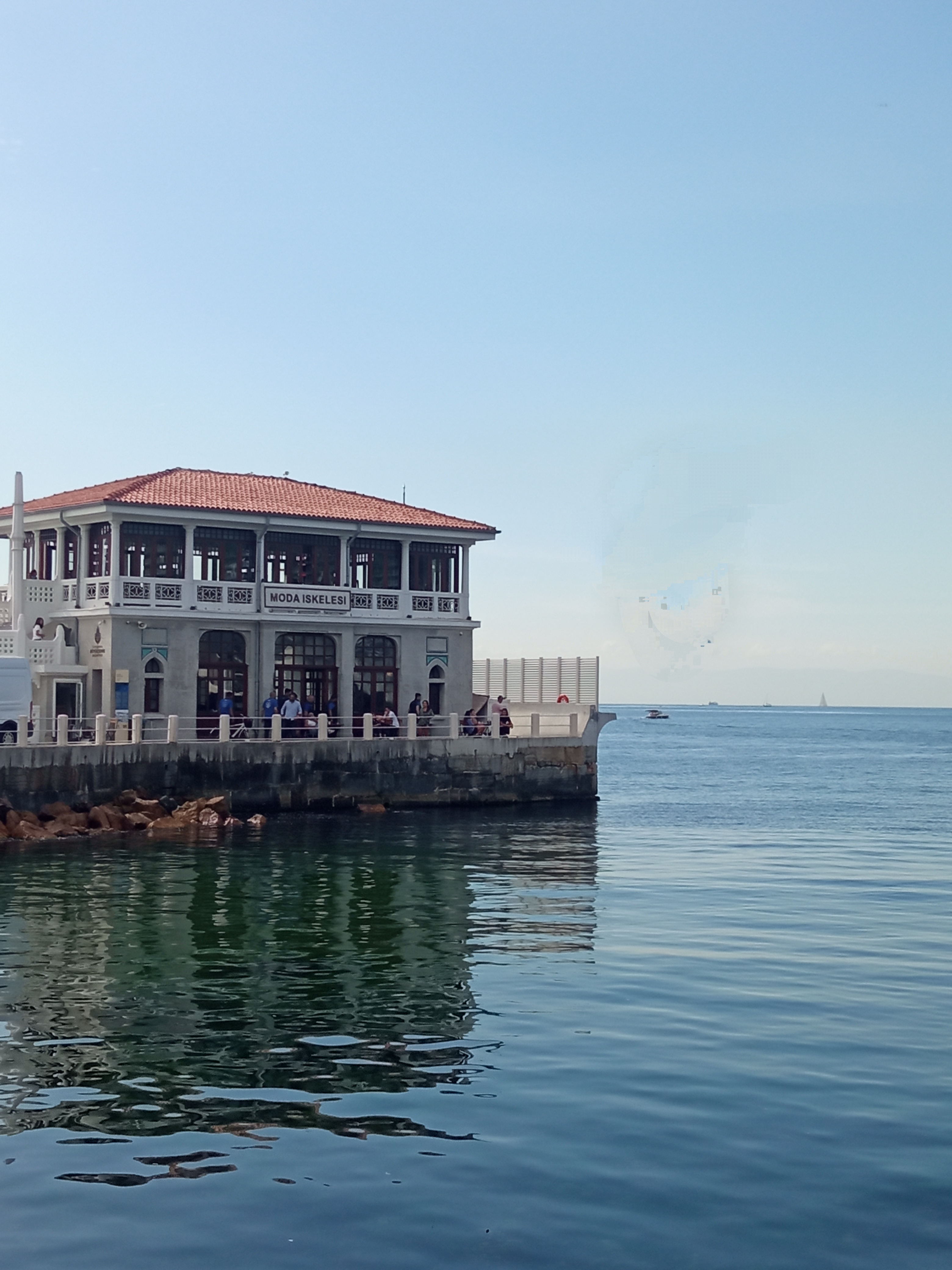
Molo di Moda

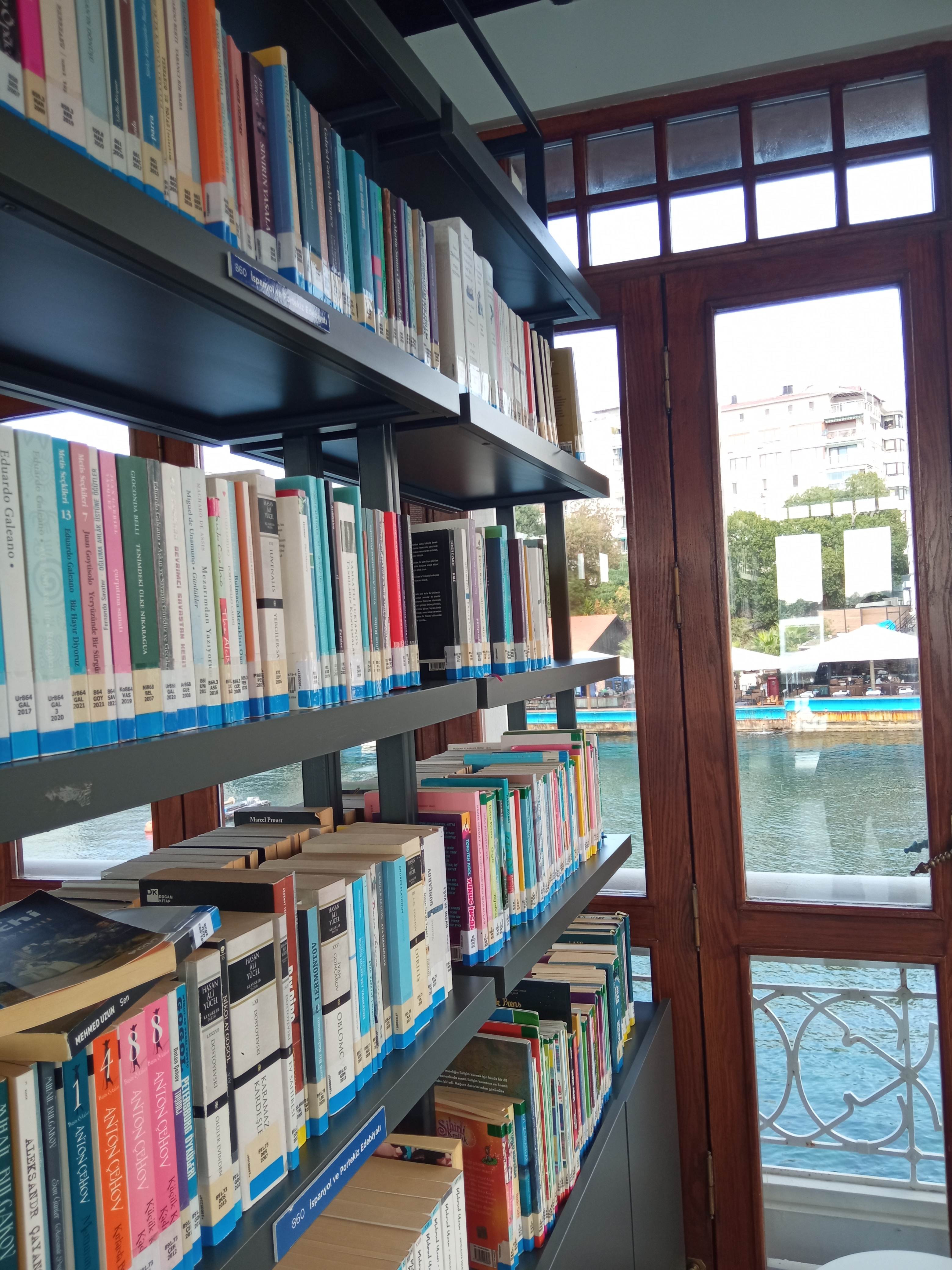
La biblioteca del Molo

L'edificio del Molo della Moda si sviluppa su due piani e si trova in una zona poco profonda in mezzo al mare, lontano dalla riva. Al momento della costruzione dell'edificio, al piano inferiore si trovavano la biglietteria, i servizi igienici, la stanza del timoniere e la sala passeggeri. Come oggi, al piano superiore dell'edificio si accedeva tramite una scala a chiocciola dal lato della spiaggia di Moda. La parte inferiore della scala era utilizzata come cantina per il carbone. Le quattro facciate dell'edificio del molo furono costruite in modo diverso l'una dall'altra. Sulla parte superiore della porta di uscita della sala passeggeri, il nome “Moda” (مودلا) è scritto in turco ottomano all'esterno. La facciata sud, dove si trova questa iscrizione, ha cinque archi a sesto acuto ed è disposta in modo simmetrico.
Sulla facciata nord, rivolta verso il terreno, si trovano tre porte ad arco. Alle due estremità di questa facciata si trova una finestra ad arco acuto, un tempo utilizzata come biglietteria. Il molo di Moda è raggiunto da una strada che è la continuazione di Moda Caddesi e si collega al molo. L'edificio del molo è stato restaurato dalla Municipalità Metropolitana di Istanbul ed è entrato in funzione il 19 agosto 2022. Il piano superiore dell'edificio è organizzato come biblioteca e il piano inferiore come sala "caffé-libreria". La Biblioteca del Molo di Moda ha una capacità di 87 persone su una superficie di 250 metri quadrati e comprende 6.500 libri.